# Mari Jose Mendieta Iturraran
Mari Jose Mendieta Iturraran (San Sebastián, 1957). Licenciada en Magisterio e Historia. Ha publicado la obra Aitorrek bi ama ditu (Erein, 2004) que ha sido traducida al esperanto, castellano y catalán.

## Obras

### Narrativa
- Aitorrek bi ama ditu (2004, Erein). Traducida al castellano como Aitor tiene dos mamás (2006, Bellaterra).[2]

Cuenta las situaciones que vive un niño que vive en un pueblo pequeño teniendo dos madres.